# Shirin David/Diskografie
Diese Diskografie ist eine Übersicht über die musikalischen Werke der deutschen Rapperin und Sängerin Shirin David. Den Schallplattenauszeichnungen zufolge hat sie bisher mehr als 2,4 Millionen Tonträger verkauft. Ihre erfolgreichste Veröffentlichung ist die Single Gib ihm mit über 430.000 verkauften Einheiten.

## Alben

### Studioalben
| Jahr | Titel Musiklabel                               | Höchstplatzierung, Gesamtwochen, AuszeichnungChartplatzierungen (Jahr, Titel, Musiklabel, Platzierungen, Wochen, Auszeichnungen, Anmerkungen) | Höchstplatzierung, Gesamtwochen, AuszeichnungChartplatzierungen (Jahr, Titel, Musiklabel, Platzierungen, Wochen, Auszeichnungen, Anmerkungen) | Höchstplatzierung, Gesamtwochen, AuszeichnungChartplatzierungen (Jahr, Titel, Musiklabel, Platzierungen, Wochen, Auszeichnungen, Anmerkungen) | Anmerkungen                                                 |
| Jahr | Titel Musiklabel                               | DE | AT | CH | Anmerkungen                                                 |
| ---- | ---------------------------------------------- | --- | --- | --- | ----------------------------------------------------------- |
| 2019 | Supersize Vertigo Records (UMG)                | DE1 (10 Wo.)DE | AT2 (5 Wo.)AT | CH3 (4 Wo.)CH | Erstveröffentlichung: 20. September 2019                    |
| 2021 | Bitches brauchen Rap Juicy Money Records (UMG) | DE3 Gold · (41 Wo.)DE | AT3 Gold · (17 Wo.)AT | CH4 (22 Wo.)CH | Erstveröffentlichung: 19. November 2021 Verkäufe: + 107.500 |
| 2025 | Schlau aber blond Juicy Money Records (UMG)    | DE1 (21 Wo.)DE | AT2 (15 Wo.)AT | CH7 (9 Wo.)CH | Erstveröffentlichung: 14. Februar 2025                      |

## Singles

### Als Leadmusikerin
| Jahr | Titel Album                                        | Höchstplatzierung, Gesamtwochen, AuszeichnungChartplatzierungen (Jahr, Titel, Album, Platzierungen, Wochen, Auszeichnungen, Anmerkungen) | Höchstplatzierung, Gesamtwochen, AuszeichnungChartplatzierungen (Jahr, Titel, Album, Platzierungen, Wochen, Auszeichnungen, Anmerkungen) | Höchstplatzierung, Gesamtwochen, AuszeichnungChartplatzierungen (Jahr, Titel, Album, Platzierungen, Wochen, Auszeichnungen, Anmerkungen) | Anmerkungen                                                                |
| Jahr | Titel Album                                        | DE | AT | CH | Anmerkungen                                                                |
| --- | -------------------------------------------------- | --- | --- | --- | -------------------------------------------------------------------------- |
| 2019 | Orbit Supersize                                    | DE5 (4 Wo.)DE | AT9 (2 Wo.)AT | CH14 (1 Wo.)CH | Erstveröffentlichung: 25. Januar 2019                                      |
| 2019 | Gib ihm Supersize                                  | DE1 Platin · (18 Wo.)DE | AT3 Platin · (13 Wo.)AT | CH9 (9 Wo.)CH | Erstveröffentlichung: 15. Februar 2019 Verkäufe: + 430.000                 |
| 2019 | Ice Supersize                                      | DE8 (5 Wo.)DE | AT8 (3 Wo.)AT | CH28 (2 Wo.)CH | Erstveröffentlichung: 5. April 2019                                        |
| 2019 | Fliegst Du mit Supersize                           | DE8 (5 Wo.)DE | AT9 (3 Wo.)AT | CH15 (3 Wo.)CH | Erstveröffentlichung: 17. Mai 2019                                         |
| 2019 | On Off Supersize                                   | DE3 Gold · (14 Wo.)DE | AT5 Gold · (9 Wo.)AT | CH6 (6 Wo.)CH | Erstveröffentlichung: 28. Juni 2019 Verkäufe: + 215.000; feat. Maître Gims |
| 2019 | Brillis Supersize                                  | DE4 (8 Wo.)DE | AT14 (4 Wo.)AT | CH15 (2 Wo.)CH | Erstveröffentlichung: 23. August 2019                                      |
| 2019 | Nur mit dir Supersize                              | DE8 (9 Wo.)DE | AT13 (4 Wo.)AT | CH11 (3 Wo.)CH | Erstveröffentlichung: 20. September 2019 feat. Xavier Naidoo               |
| 2020 | 90-60-111 Bitches brauchen Rap (Re-Edition)        | DE1 Gold · (9 Wo.)DE | AT1 Platin · (7 Wo.)AT | CH10 (4 Wo.)CH | Erstveröffentlichung: 24. April 2020 Verkäufe: + 230.000                   |
| 2020 | Hoes Up G’s Down Bitches brauchen Rap (Re-Edition) | DE6 (5 Wo.)DE | AT9 Gold · (3 Wo.)AT | CH13 (2 Wo.)CH | Erstveröffentlichung: 29. Mai 2020 Verkäufe: + 15.000                      |
| 2021 | Ich darf das Bitches brauchen Rap                  | DE1 Gold · (21 Wo.)DE | AT2 Platin · (17 Wo.)AT | CH3 (8 Wo.)CH | Erstveröffentlichung: 14. Mai 2021 Verkäufe: + 230.000                     |
| 2021 | Lieben wir Bitches brauchen Rap                    | DE1 Gold · (18 Wo.)DE | AT6 Platin · (12 Wo.)AT | CH6 (6 Wo.)CH | Erstveröffentlichung: 2. Juli 2021 Verkäufe: + 230.000                     |
| 2021 | Be a Hoe/Break a Hoe Bitches brauchen Rap          | DE1 (5 Wo.)DE | AT7 Gold · (4 Wo.)AT | CH16 (3 Wo.)CH | Erstveröffentlichung: 29. Oktober 2021 Verkäufe: + 15.000; feat. Kitty Kat |
| 2021 | Schlechtes Vorbild Bitches brauchen Rap            | DE13 (3 Wo.)DE | AT19 (2 Wo.)AT | CH16 (2 Wo.)CH | Erstveröffentlichung: 11. November 2021                                    |
| 2023 | Lächel doch mal Bitches brauchen Rap (Re-Edition)  | DE8 (4 Wo.)DE | AT15 (2 Wo.)AT | CH32 (1 Wo.)CH | Erstveröffentlichung: 18. Mai 2023                                         |
| 2024 | Bauch Beine Po Schlau aber blond                   | DE1 Gold · (40 Wo.)DE | AT1 Platin · (32 Wo.)AT | CH3 (17 Wo.)CH | Erstveröffentlichung: 25. Juli 2024 Verkäufe: + 330.000                    |
| 2024 | It Girl Schlau aber blond                          | DE2 (13 Wo.)DE | AT2 (7 Wo.)AT | CH16 (2 Wo.)CH | Erstveröffentlichung: 24. Oktober 2024 feat. Sampagne                      |
| 2024 | Küss mich doch Schlau aber blond                   | DE37 (3 Wo.)DE | — | — | Erstveröffentlichung: 26. Dezember 2024                                    |
| 2025 | Atzen & Barbies Schlau aber blond                  | DE3 (7 Wo.)DE | AT6 (5 Wo.)AT | CH20 (1 Wo.)CH | Erstveröffentlichung: 9. Januar 2025 feat. Ski Aggu                        |
| Folgende Lieder erschienen nicht als Single, wurden aber durch das Album zum Download und Streaming bereitgestellt und konnten somit eine Platzierung erlangen: |                                                    | | | |                                                                            |
| |                                                    | | | |                                                                            |
| 2021 | NDA’s Bitches brauchen Rap                         | DE14 (2 Wo.)DE | AT22 (1 Wo.)AT | CH28 (1 Wo.)CH | Charteinstieg: 26. November 2021 feat. Shindy                              |
| 2021 | Babsi Bars Bitches brauchen Rap                    | — | — | CH40 (1 Wo.)CH | Freetrack (YouTube): 13. Dezember 2020 Charteinstieg: 28. November 2021    |
| 2023 | Periodt Bitches brauchen Rap (Re-Edition)          | DE— aDE | — | — | Charteinstieg: 24. November 2023                                           |
| 2025 | FSK16 Schlau aber blond                            | DE63 (1 Wo.)DE | — | — | Charteinstieg: 21. Februar 2025                                            |
| 2025 | Iconic Schlau aber blond                           | — | AT43 (1 Wo.)AT | — | Charteinstieg: 25. Februar 2025                                            |

### Als Gastmusikerin
| Jahr | Titel Album                                             | Höchstplatzierung, Gesamtwochen, AuszeichnungChartplatzierungen (Jahr, Titel, Album, Platzierungen, Wochen, Auszeichnungen, Anmerkungen) | Höchstplatzierung, Gesamtwochen, AuszeichnungChartplatzierungen (Jahr, Titel, Album, Platzierungen, Wochen, Auszeichnungen, Anmerkungen) | Höchstplatzierung, Gesamtwochen, AuszeichnungChartplatzierungen (Jahr, Titel, Album, Platzierungen, Wochen, Auszeichnungen, Anmerkungen) | Anmerkungen |
| Jahr | Titel Album                                             | DE | AT | CH | Anmerkungen |
| ---- | ------------------------------------------------------- | --- | --- | --- | --- |
| 2015 | Du liebst mich nicht Reise X                            | DE6 Gold · (10 Wo.)DE | AT8 (4 Wo.)AT | CH20 (1 Wo.)CH | Erstveröffentlichung: 17. Januar 2015 Verkäufe: + 200.000 Ado Kojo feat. Shirin David; Original: Sabrina Setlur |
| 2019 | Affalterbach Drama                                      | DE3 Gold · (18 Wo.)DE | AT3 (11 Wo.)AT | CH10 (8 Wo.)CH | Erstveröffentlichung: 22. März 2019 Verkäufe: + 200.000; Shindy feat. Shirin David                              |
| 2020 | Conan x Xenia Das weisse Album                          | DE4 (5 Wo.)DE | AT12 (2 Wo.)AT | CH19 (2 Wo.)CH | Erstveröffentlichung: 8. Mai 2020 Haftbefehl feat. Shirin David                                                 |
| 2020 | Never Know Exot                                         | DE3 Gold · (6 Wo.)DE | AT4 (4 Wo.)AT | CH7 (4 Wo.)CH | Erstveröffentlichung: 16. Juli 2020 Verkäufe: + 200.000; Luciano feat. Shirin David                             |
| 2023 | Atemlos durch die Nacht (10 Year Anniversary Version) – | DE— bDE | AT— bAT | CH14 (1 Wo.)CH | Erstveröffentlichung: 24. November 2023 Helene Fischer feat. Shirin David                                       |
| 2025 | Wer liebt dich jetzt? –                                 | DE18 (3 Wo.)DE | AT34 (1 Wo.)AT | CH99 (1 Wo.)CH | Erstveröffentlichung: 1. Mai 2025 Santos feat. Shirin David                                                     |

## Musikvideos
| Jahr | Titel                 | Regie            |
| ---- | --------------------- | ---------------- |
| 2015 | Du liebst mich nicht  | Smacktalk        |
| 2019 | Gib ihm               | PLUG             |
| 2019 | Affalterbach          | Milos Savic      |
| 2019 | Ice                   | PLUG             |
| 2019 | Fliegst Du mit        | Shaho Casado     |
| 2019 | On Off                | PLUG             |
| 2019 | Brillis               | All Different    |
| 2019 | Nur mit dir           | PLUG             |
| 2020 | 90-60-111             | Shaho Casado     |
| 2020 | Conan x Xenia         | Chehad Abdahllah |
| 2020 | Hoes Up G’s Down      | Shaho Casado     |
| 2020 | Never Know            | PLUG             |
| 2021 | Ich darf das          | All Different    |
| 2021 | Lieben wir            | Jonas Vahl       |
| 2021 | Be a Hoe/Break a Hoe  | All Different    |
| 2021 | Bramfeld Storys       | Anton            |
| 2023 | Lächel doch mal       | Tatjana Wenig    |
| 2024 | Bauch Beine Po        | Julia & Vincent  |
| 2024 | It Girl               | Lauren Dunn      |
| 2024 | Küss mich doch        | Lauren Dunn      |
| 2025 | Atzen & Barbies       | Tereza Mundilova |
| 2025 | Wer liebt dich jetzt? | Shaho Casado     |

## Sonderveröffentlichungen
| Jahr | Titel Album                    | Anmerkungen                                                                                |
| ---- | ------------------------------ | ------------------------------------------------------------------------------------------ |
| 2015 | Du liebst mich nicht Reise X   | Erstveröffentlichung: 9. Januar 2015 Ado Kojo feat. Shirin David; Original: Sabrina Setlur |
| 2019 | Affalterbach Drama             | Erstveröffentlichung: 12. Juli 2019 Shindy feat. Shirin David                              |
| 2020 | Conan x Xenia Das weisse Album | Erstveröffentlichung: 5. Juni 2020 Haftbefehl feat. Shirin David                           |
| 2020 | Never Know Exot                | Erstveröffentlichung: 23. Juli 2020 Luciano feat. Shirin David                             |

## Statistik

### Chartauswertung
|                     | DE    | AT    | CH    |
| ------------------- | ----- | ----- | ----- |
| Nummer-eins-Alben   | DE2DE | AT—AT | CH—CH |
| Top-10-Alben        | DE3DE | AT3AT | CH3CH |
| Alben in den Charts | DE3DE | AT3AT | CH3CH |

|                       | DE     | AT     | CH     |
| --------------------- | ------ | ------ | ------ |
| Nummer-eins-Singles   | DE6DE  | AT2AT  | CH—CH  |
| Top-10-Singles        | DE20DE | AT15AT | CH8CH  |
| Singles in den Charts | DE25DE | AT24AT | CH25CH |

### Auszeichnungen für Musikverkäufe
Anmerkung: Auszeichnungen in Ländern aus den Charttabellen bzw. Chartboxen sind in ebendiesen zu finden.
| Land/RegionAuszeichnungen für Musikverkäufe (Land/Region, Auszeichnungen, Verkäufe, Quellen) | Gold       | Platin     | Verkäufe  | Quellen           |
| -------------------------------------------------------------------------------------------- | ---------- | ---------- | --------- | ----------------- |
| Deutschland (BVMI)                                                                           | 9× Gold9   | Platin1    | 2.200.000 | musikindustrie.de |
| Österreich (IFPI)                                                                            | 4× Gold4   | 5× Platin5 | 202.500   | ifpi.at           |
| Insgesamt                                                                                    | 13× Gold13 | 6× Platin6 |           |                   |